# Rödbent pansarstekel
Rödbent pansarstekel (Tiphia femorata) är en stekelart som beskrevs av Fabricius 1775. Rödbent pansarstekel ingår i släktet pansarsteklar, och familjen pansarsteklar. Arten är reproducerande i Sverige.

## Bildgalleri

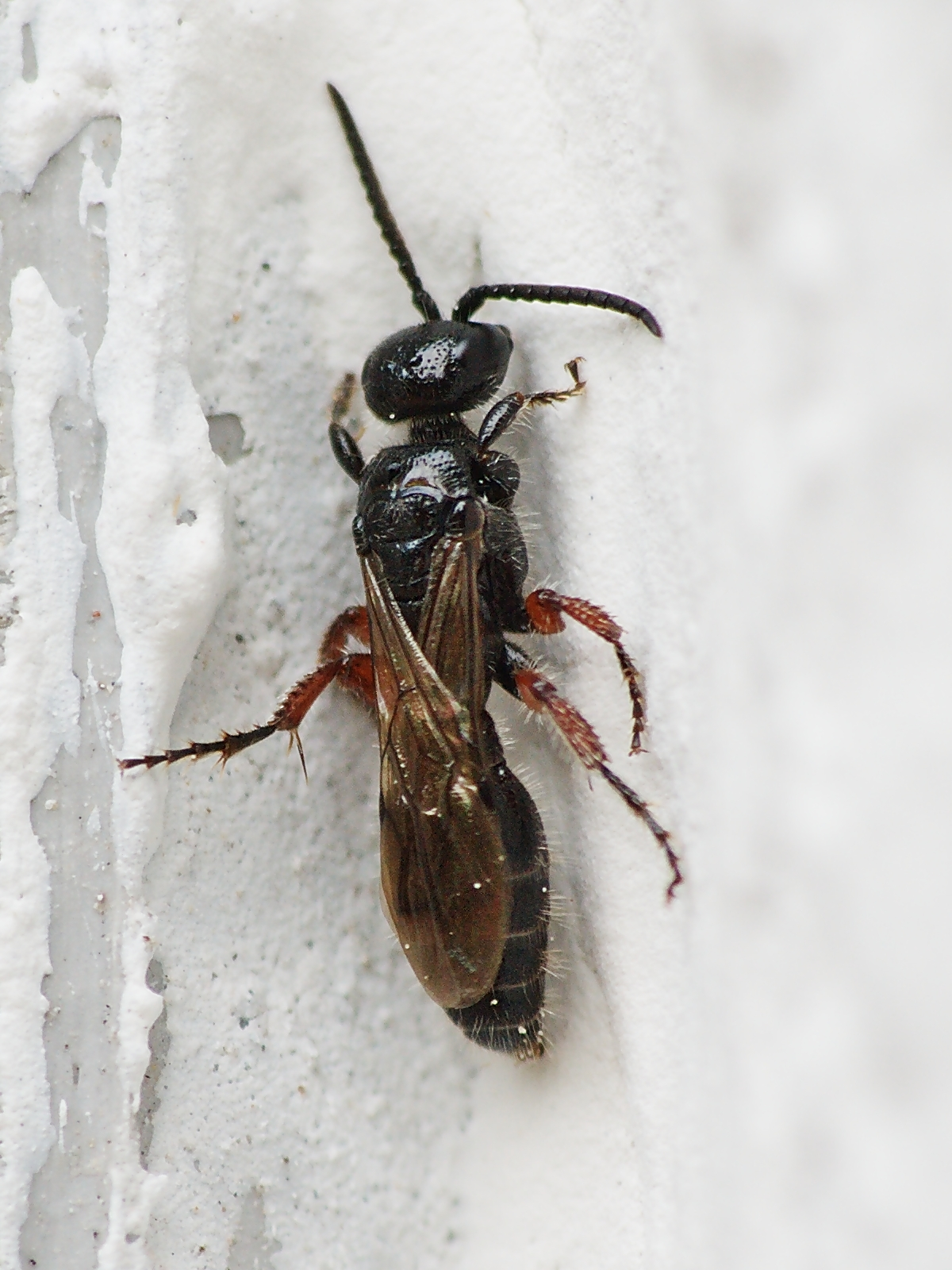
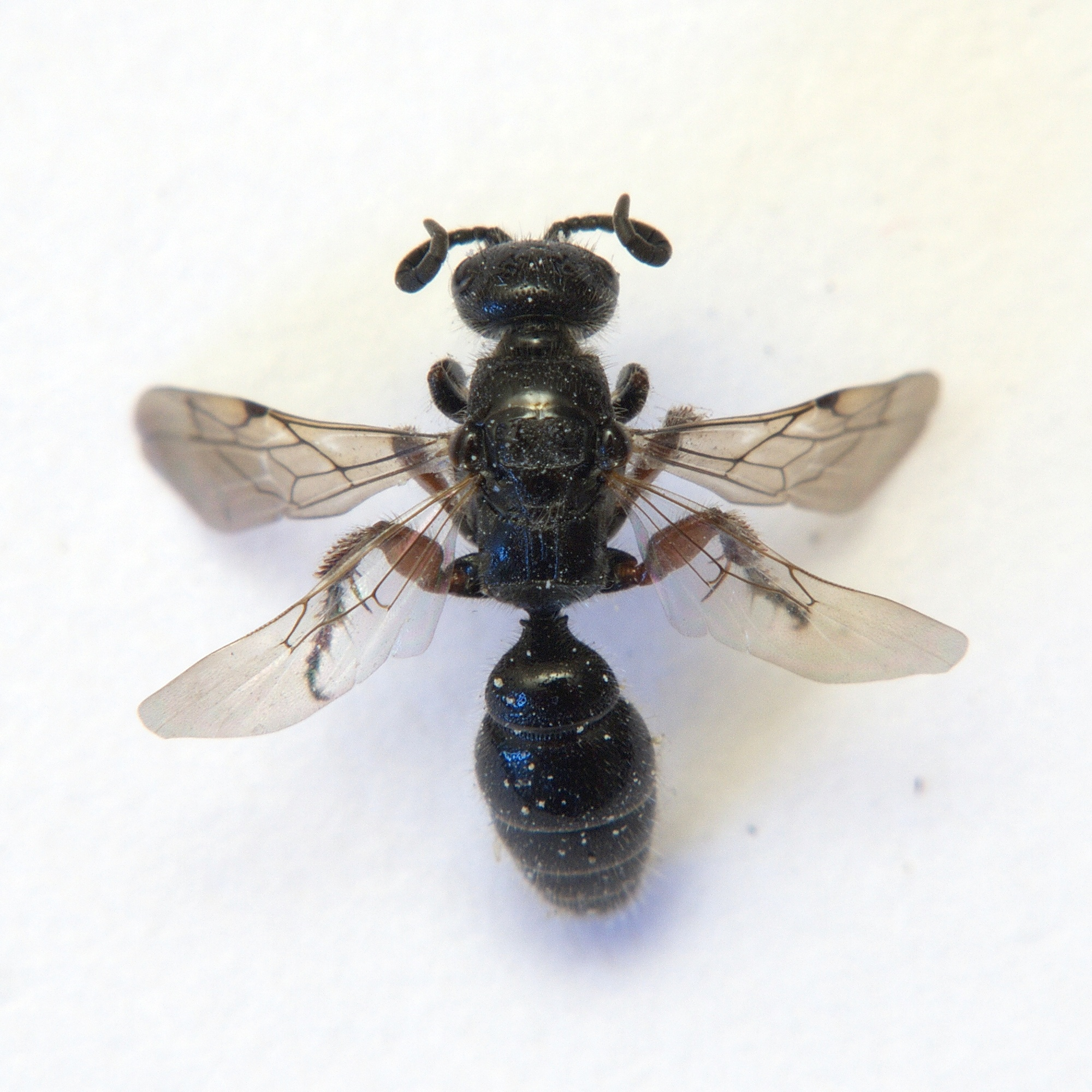